# Unión Democrática por la República
La Unión Democrática por la República (Unione Democratica per la Repubblica) (UDR) fue un efímero partido político italiano de corte centrista y democristiano.
Fue fundado en febrero de 1998 por Francesco Cossiga, Clemente Mastella (ex-CCD, entonces líder de Cristianos Demócratas por la República), Rocco Buttiglione (líder de los Cristianos Democráticos Unidos), Mario Segni (líder del Pacto Segni), Carlo Scognamiglio Pasini (ex-FI), Enrico Ferri (ex-CCD) y Irene Pivetti (ex-Liga Norte), junto con muchos otros diputados electos del centro-derecha, con el fin de proporcionar una mayoría en el Parlamento al gobierno de Massimo D'Alema. UDR inicialmente era sólo una federación de partidos, pero en junio de CDR, CDU y Pacto Segni se fusionaron para formar un partido unido. Clemente Mastella fue elegido secretario del nuevo partido.
Tras una serie de desacuerdos entre Cossiga y Mastella, el partido se desintegró en febrero de 1999. La mayoría de los miembros del partido se reunieron en torno a Mastella en Unión de Demócratas por Europa (UDEUR), más tarde pasaría a denominarse Populares UDEUR. Los partidarios de Cossiga formaron Unión por la República (UpR), cuyos miembros principales, como Angelo Sanza y Giorgio Rebuffa, se incorporaron Forza Italia en 2001. La excepción más notable fue Carlo Scognamiglio Pasini quien se unió a la Federación de los Liberales Italianos, y luego a Democracia Europea y el Pacto de los Liberal Demócratas. Buttiglione restableció CDU, y Segni hizo lo mismo con su Pacto, mientras que Ferri se unió a Forza Italia.